# 耀华道街道
耀华道街道是中华人民共和国河北省廊坊市广阳区下辖的一个街道办事处（实际由廊坊经济技术开发区管理）。

## 行政区划
耀华道街道下辖以下村级行政区划单位：
西区社区、东区社区、小长亭村、大长亭村、辛庄村、化营村、南营村、楼庄村、梨园村、韩营村、西柏村和大官地村。